# Бои при Кайзерслаутерне (1794)
Бои при Кайзерслаутерне (нем. Kaiserslautern) — бои между французскими и союзными войсками во время Войны первой коалиции, произошедшее 17-20 сентября 1794 года в Германии в районе Кайзерслаутерна.

## Стратегическая ситуация
Захват в августе 1794 года французами Трира отделил союзную армию от Люксембурга и угрожал коммуникациям с войсками герцога Кобурга в Нидерландах. Так как французы после взятия Трира дальше не наступали, союзным командованием было принято решение отбить этот важный для них пункт.
Выполняя этот план, корпуса войск коалиции двинулись в наступление в направлении Ветлиха, Кильбурга, Гундсрюка и Кайзерслаутерна. Во время этого движения было получено сообщение о поражении Кобурга на реке Урт (сражение при Спримоне) и об очищении союзниками правого берега Мааса, поэтому Мёллендорф не решился наступать дальше и стал отступать в окрестности Крейцнаха.

## Ход боёв
Единственной корпусом, выполнившим свою часть плана, был корпус Гогенлоэ. Гогенлоэ, имевший 40 батальонов и 50 эскадронов, двинулся 17 сентября к Кайзерслаутерну тремя колоннами. Союзники отогнали с окружающих возвышенностей французские аванпосты и 20 сентября предприняли общую атаку.
Авангард главной колонны вытеснил из Фишбаха бригаду Сибо, которая стала отступать к Хохшпейеру, но была настигнута преследующей кавалерией Карачая, разбита и бежала в направлении Трипштадта.
Отступление Сибо открыло правый фланг бригады Кавруа, дислоцированной в Кайзерслаутерне. Гогенлоэ отдал приказ генералу Вольфрату двинуться к этому городу, чтобы охватить во фланг и с тыла французские войска, защищавшие подступы, тогда как генерал Блюхер атаковал их в лоб. Кавруа сосредоточил основную часть своей бригады на плато Морлаутерн (Кайзерберг), а затем при приближении авангарда Блюхара (4 батальона и 10 эскадронов), форсировавшего брод при Альзенборне, стал отступать с Кайзерберга на Гальгенберг и Хохенеккен, ведя сдерживающие бои. Блюхер, разделив свои 10 эскадронов гусар на мелкие отряды, стал преследовать отступившего противника в направлении Хохенеккена, чтобы обойти отступающих французов с запада, и захватил много пленных, 4 орудия и 3 знамени.
Тем временем генерал-адъютант Жорди, атакованный на фронте у Эзельсфюрта частью отряда Блюхера и подвергавшийся угрозе на своём левом фланге после отступления Кавруа, оставил свою позицию и попытался вернуться с основную частью своей бригады в Кайзерслаутерн. Атакованный на выходе из леса двумя кавалерийскими полками из колонны Вольфрата, двигавшейся из Хохшпейера и вышедшей на Каленберг, а также окружённый с тыла Блюхером, Жорди построил свой отряд из трёх батальонов в каре, несколько часов сражался и был разбит; остатки отряда сдались. 
К вечеру генерал Блюхер занял Ландштуль и Фогельве, генерал Вольфрат расположился в Кайзерслаутерне и на Кайзерсберге, разрушив французские укрепления, фельдмаршал-лейтенант Карачай удерживал Хохшпейер. Их аванпосты, связанные вместе, были размещены на высоте Хохенеккен, на горах, которые доминируют с юга над дорогой из Нойштадта в Кайзерслаутерн и простирались влево до Франкенштейна.
Гогенлоэ готовился продолжить наступление, но получил от Мёллендорфа приказ отступить обратно к Фендерсхайму. Таким образом удачное дело при Кайзерслаутене не имело важных последствий.